# 小丑牌 (电子游戏)
《小丑牌》是一款以撲克为主题的Roguelike牌组构筑游戏，遊戲中文名稱引用自遊戲中的特殊卡牌ー小丑牌。該遊戲由LocalThunk开发、Playstack发行。遊戲设计的灵感源自纸牌游戏德州撲克。2024年2月20日，該遊戲登陸Microsoft Windows、PlayStation 4、PlayStation 5、Xbox One、Xbox Series X/S和任天堂Switch，同年3月1日登陸MacOS，同年9月26日登陸iOS和Android。

## 游戏玩法
遊戲每回合需要在有限的出牌&棄牌次數內，打出特定牌型賺取分數，若分數達該回合指定門檻則通關晉級下回合。每回合指定分數門檻會指數級提高，若挑戰失敗则本局游戏失败。游戏具有肉鸽元素，玩家可通过每回合所积攒的金钱购买下述道具以获得本局游戏内的加强：
- 小丑牌：常駐於小丑區，屬於永久效果，預設最多持有５張，但也有例外，可影響計分籌碼、倍率、獎金、創造或銷毀特定卡片或修改其他遊戲機制。
- 套牌：預設內含52張基本無效果遊戲牌（撲克牌）和幾種套牌永久效果，可影響出牌&棄牌次數、獎金或修改其他遊戲機制。
  - 遊戲牌：基本以無效果撲克牌呈現，但也有具有特殊效果的撲克牌。
  - 人頭牌：遊戲牌的一種，意指K、Q、J這些具有人頭肖像的撲克牌。
  - 石頭牌：遊戲牌的一種，不具花色&點數的特殊卡牌，出牌時該次籌碼+５０。
- 塔羅牌：放置於消耗牌區，消耗牌區最多持有２張，使用後消耗，可指定部分遊戲牌進行永久修改，例如改變花色、改變點數，甚至變成其他卡牌。
- 行星牌：放置於消耗牌區或直接使用消耗，每種行星牌對應指定牌型，該牌型會永久升級，提高計分的籌碼&倍率。
- 幻靈牌：使用後消耗，可指定部分遊戲牌進行永久附加特殊效果，可影響計分籌碼、倍率、獎金。
- 禮卷：購買追加或永久修改正面遊戲機制，如手牌張數+１、商店優惠、商店格數擴充等。

### 回合
每回合分為小盲注、大盲注、BOSS盲注，依續進行挑戰，若BOSS挑戰盲注通過後底注+１，並重新回到小盲注挑戰。
小大盲注挑戰成功可獲得獎金和商店購物機會，也可跳過放棄該回合挑戰，進而換取特定一次性獎勵。
BOSS盲注不可跳過且該回合會追加負面遊戲規則，如特定花色不計分、特定牌型不計分、首次抽牌反面顯示等。
遊戲預設賽局於底注8之BOSS盲注通關時獲勝，後續可重新一局或繼續挑戰無盡模式。

## 开发
製作者於X(Twitter)的推文表示：「最初這是款用來消磨假期，讓自己和朋友感到有趣的奇怪卡牌小項目。」

## 发行
游戏发布后不久，泛欧游戏信息组织認為該遊戲涉及賭博，於是將該遊戲的評級从3+ 上調至 18+，這导致该游戏在部分地区被下架。 
游戏开发者多次申诉不合理的18+评级。2025年2月24日，泛欧游戏信息组织PEGI在官方声明中确认，该游戏并未涉及真实货币交易或赌博机制，游戏评级由18+调整为12+。

## 反响
| 汇总媒体             | 得分                                           |
| -------------------- | ---------------------------------------------- |
| Metacritic           | PC: 90/100 XBXS: 95/100 PS5: 90/100 NS: 90/100 |
| OpenCritic（推荐率） | 100% 推薦                                      |

| 媒体           | 得分   |
| -------------- | ------ |
| Eurogamer      | [ 12 ] |
| Game Informer  | 95%    |
| HardcoreGamer  | 5/5    |
| 任天堂世界报道 | 9/10   |
| PC Gamer美国   | 91%    |
| Polygon        | 推薦   |
| Push Square    | 9/10   |

Hardcore Gamer的乔丹·赫尔姆 (Jordan Helm) 認為该游戏會“令人上瘾”。 

### 销售
发行商Playstack表示，游戏在发布之後的八小时内，便为公司赚取了超过100万美元，成为该公司销售速度最快的游戏。游戏在发售后的三天内銷量便超过25万份， 十天内销量达到50万。 一个月內銷量更達到100万份。 

### 获得奖项与提名
| 年份 | 奖项     | 类别                 | 结果 | 来源                 |
| ---- | -------- | -------------------- | ---- | -------------------- |
| 2024 | 金摇杆奖 | 终极年度游戏         | 提名 | [ 22 ] [ 23 ] [ 24 ] |
| 2024 | 金摇杆奖 | 最佳独立游戏         | 獲獎 | [ 22 ] [ 23 ] [ 24 ] |
| 2024 | 金摇杆奖 | 最佳音效             | 提名 | [ 22 ] [ 23 ] [ 24 ] |
| 2024 | 金摇杆奖 | 年度电脑游戏         | 提名 | [ 22 ] [ 23 ] [ 24 ] |
| 2024 | 金摇杆奖 | 突破奖（评论家选出） | 獲獎 | [ 22 ] [ 23 ] [ 24 ] |
| 2024 | 游戏大奖 | 年度游戏             | 提名 | [ 25 ]               |
| 2024 | 游戏大奖 | 最佳游戏指导         | 提名 | [ 25 ]               |
| 2024 | 游戏大奖 | 最佳独立游戏         | 獲獎 | [ 25 ]               |
| 2024 | 游戏大奖 | 新晋独立游戏开发     | 獲獎 | [ 25 ]               |
| 2024 | 游戏大奖 | 最佳移动游戏         | 獲獎 | [ 25 ]               |